# Primus Classic 2022
La Primus Classic 2022, undicesima edizione della corsa e valevole come quarantatreesima prova dell'UCI ProSeries 2022 categoria 1.Pro, si svolse il 17 settembre 2022 su un percorso di 199,3 km, con partenza a Brakel e arrivo a Haacht, in Belgio. La vittoria fu appannaggio del belga Jordi Meeus, il quale completò il percorso in 4h43'32", alla media di 42,175 km/h, precedendo il francese Arnaud Démare ed il tedesco Max Kanter.
Sul traguardo di Haacht 89 ciclisti, dei 149 partiti da Brakel, hanno portato a termine la competizione.

## Squadre e corridori partecipanti
| N.      | Cod. | Squadra                     |
| ------- | ---- | --------------------------- |
| 1-7     | QST  | Quick-Step Alpha Vinyl Team |
| 11-17   | ACT  | AG2R Citroën Team           |
| 21-27   | BOH  | Bora-Hansgrohe              |
| 31-37   | COF  | Cofidis                     |
| 41-47   | EFE  | EF Education-EasyPost       |
| 51-57   | GFC  | Groupama-FDJ                |
| 61-67   | IWG  | Intermarché-Wanty-Gobert    |
| 71-77   | IPT  | Israel-Premier Tech         |
| 81-87   | LTS  | Lotto Soudal                |
| 91-97   | MOV  | Movistar Team               |
| 101-107 | BEX  | Team BikeExchange-Jayco     |

| N.      | Cod. | Squadra                   |
| ------- | ---- | ------------------------- |
| 111-117 | DSM  | Team DSM                  |
| 121-127 | TFS  | Trek-Segafredo            |
| 131-137 | ADC  | Alpecin-Deceuninck        |
| 141-147 | BBK  | B&B Hotels-KTM            |
| 151-157 | BWB  | Bingoal Pauwels Sauces WB |
| 161-167 | SVB  | Sport Vlaanderen-Baloise  |
| 171-177 | TEN  | TotalEnergies             |
| 181-187 | UXT  | Uno-X Pro Cycling Team    |
| 191-197 | ABC  | Abloc CT                  |
| 201-207 | MCT  | Minerva Cycling           |
| 211-217 | TIS  | Tarteletto-Isorex         |

## Ordine d'arrivo (Top 10)
| Pos. | Corridore        | Squadra       | Tempo    |
| ---- | ---------------- | ------------- | -------- |
| 1    | Jordi Meeus      | Bora          | 4h43'32" |
| 2    | Arnaud Démare    | Groupama      | s.t.     |
| 3    | Max Kanter       | Movistar      | s.t.     |
| 4    | Kenneth Van Rooy | Sport Vl.     | s.t.     |
| 5    | Guillaume Boivin | Israel        | s.t.     |
| 6    | Anthony Turgis   | TotalEnergies | s.t.     |
| 7    | Simone Consonni  | Cofidis       | s.t.     |
| 8    | Oliver Naesen    | AG2R          | s.t.     |
| 9    | Dries De Bondt   | Alpecin       | s.t.     |
| 10   | Pierre Gautherat | AG2R          | s.t.     |